# North Bay (région de la baie de San Francisco)
Pour les articles homonymes, voir North Bay (homonymie).

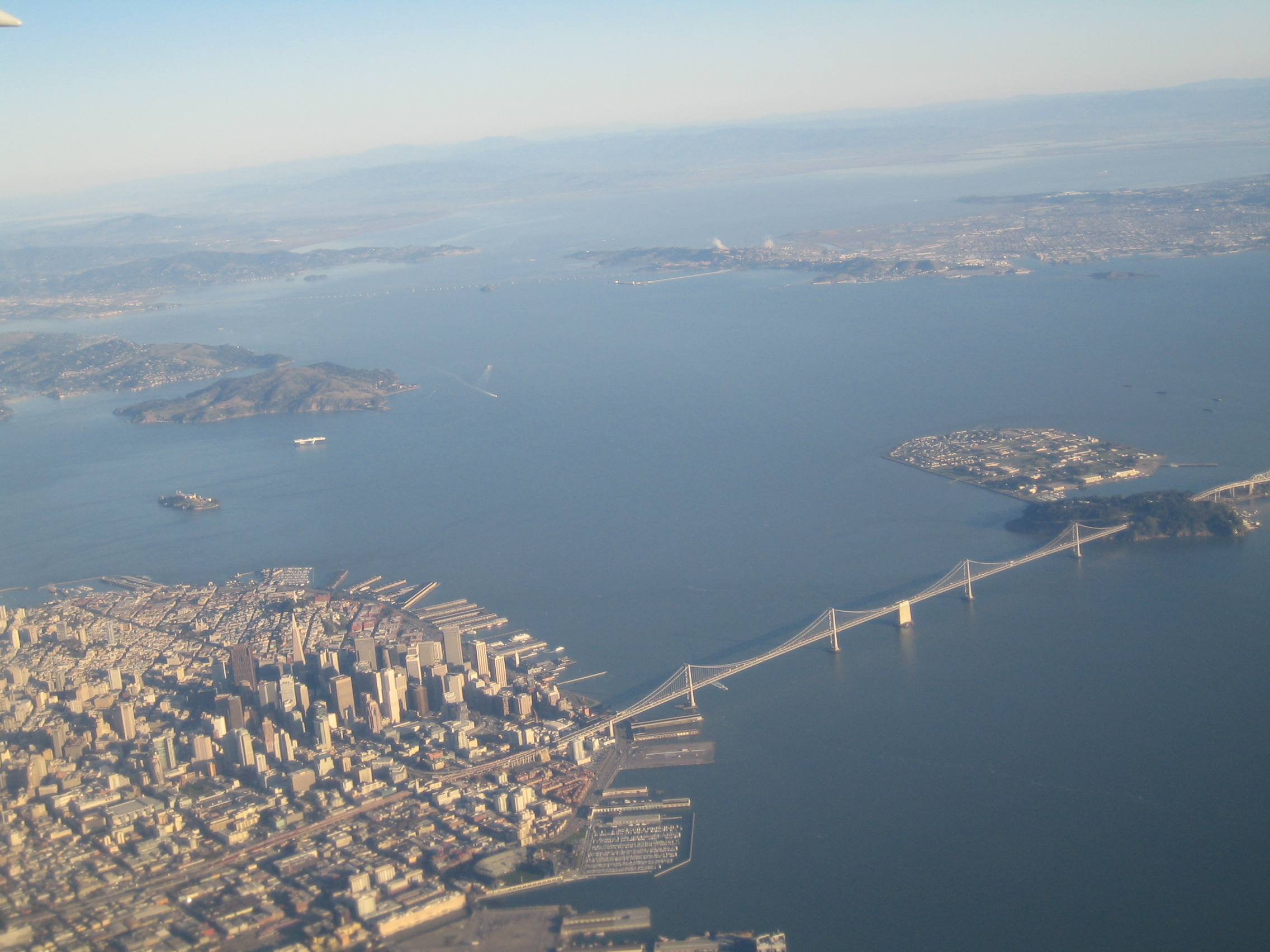
Sur cette photo, San Francisco est au premier plan, regardant vers le nord. La baie de San Pablo continue vers le nord, entourée de parties (de gauche à droite) des comtés de Marin, Sonoma, Solano et Napa.

North Bay est une sous-région de la région de la baie de San Francisco (Californie, États-Unis). Elle comprend les comtés de Marin, Napa, Solano et Sonoma. La plus grande ville est Santa Rosa, qui est la cinquième plus grande ville de la région de la baie. C'est l'emplacement des régions viticoles de Napa et de Sonoma, et c'est la partie la moins peuplée et la moins urbanisée de la région de la baie.

## Transport
Le Golden Gate Bridge relie North Bay à San Francisco et les ponts Richmond-San Rafael, Carquinez et Benicia-Martinez à la baie Est. Plusieurs lignes de ferry opèrent entre la baie Nord et San Francisco, à partir de terminaux situés à Angel Island, Larkspur, Sausalito, Tiburon et Vallejo.
En novembre 2008, les électeurs ont approuvé le Sonoma–Marin Area Rail Transit ( SMART ), une ligne de train de banlieue reliant Larkspur à Cloverdale. Le service passagers  entre la gare de l'aéroport du comté de Sonoma et San Rafael a commencé en août 2017 et a été prolongé jusqu'à Larkspur au sud en 2019.

## Application de la loi
L'application de la loi dans le réseau ferroviaire de la région de Sonoma-Marin est assurée par les organismes d'application de la loi sous contrat.

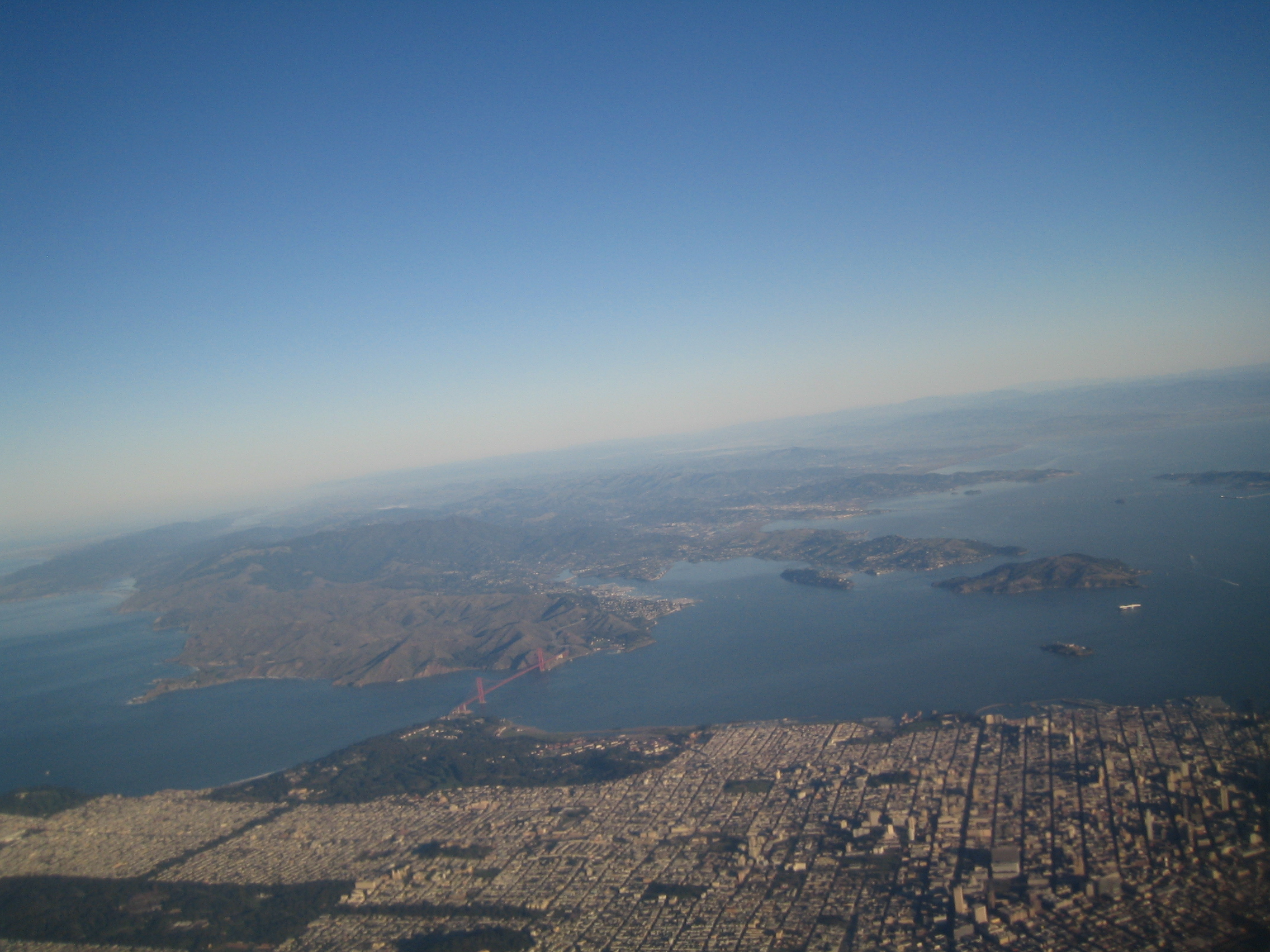
San Francisco au premier plan regardant vers le nord sur Marin.

Les Amérindiens Pomo habitaient la région avant l'invasion européenne. Les Russes ont d'abord établi une colonie à Fort Ross comme poste de traite des fourrures, mais les Hispano-Mexicains de la Haute-Californie s'y sont ensuite installés. La révolte du drapeau de l'ours a eu lieu dans la ville de Sonoma, qui est également le lieu de la dernière des missions de Californie. Le général Mariano Guadalupe Vallejo, dernier secrétaire du gouverneur de Californie avant son annexion aux États-Unis, conservait sa maison à Sonoma ; son ranch est aujourd'hui classé monument historique national et se trouvait à proximité de Petaluma.

North Bay est restée isolée et rurale jusqu'au XXe siècle. Le comté de Marin a été transformé d'une région d'élevage laitier en une zone suburbaine haut de gamme par l'ouverture du Golden Gate Bridge dans les années 1930. Jusqu'aux années 1990, la croissance de la région s'est faite à un rythme progressif, avec des restrictions importantes sur le développement imposées dans les comtés de Marin et de Napa dans les années 1970 (la future sénatrice Barbara Boxer était une figure importante du mouvement de préservation des espaces ouverts de la baie Nord).

## Les grandes villes
Avec une population de 175 000 habitants, Santa Rosa est la plus grande ville de North Bay.
Les autres grandes villes comprennent : (classées par population)
- Vallejo 121 000
- Fairfield 116 000
- Vacaville 100 000
- Napa 80 000
- Petaluma 60 000
- San Rafael 59 000
- Novato 56 000

## Conservation de l'environnement
Le comté de Marin est à l'avant-garde de la préservation de l'environnement et du développement durable. Des initiatives comme le Marin Carbon Project visent à accroître la séquestration du carbone dans les pâturages, réduisant ainsi considérablement l'empreinte écologique de la région. De plus, les organisations locales collaborent pour préserver les habitats naturels, promouvoir les énergies renouvelables et mettre en œuvre des pratiques agricoles durables, garantissant ainsi la protection des divers écosystèmes de la Baie du Nord pour les générations futures.